# مالك بن سنان
مالك بن سنان صحابي من الأنصار من بني خدرة من الخزرج. شهد مع النبي محمد غزوة أحد، وهو الذي مصّ دم النبي محمد الذي نزل من وجنته بعد انتزاع حلقتي المغفر اللتان انغرستا في وجنته، وابتلعه يومئذ، فقيل له أتشرب الدم، قال: «نعم، أشرب دم رسول الله ﷺ»، فقال النبي محمد: «من مسّ دمه دمي لا تمسه النار»، فقاتل يومها مالك حتى قُتل، وكان الذي قتله غراب بن سفيان الكناني، ومالك هو أبو الصحابي أبي سعيد الخدري.